# Sant Serni de Puigfalconer
Sant Serni de Puigfalconer fou una església del terme municipal de Suterranya, actualment agregat al municipi de Tremp. Fou la primitiva església parroquial del terme, i d'ella depengué la de Sant Serni de Suterranya, fins que entre 1526 i 1758 s'invertí el paper: la de Suterranya passà a ser parroquial, mentre que la de Puigfalconer en passà a dependre, fins a la seva desaparició per l'abandonament del poble de Puigfalconer.